# Journal of Cosmology and Astroparticle Physics
Journal of Cosmology and Astroparticle Physics — онлайновий рецензований науковий журнал, який спеціалізується на всіх аспектах космології та фізики астрочастинок. Він охоплює теорію, спостереження, експеримент, обчислення та моделювання. Його спільно видають IOP Publishing і Міжнародна школа перспективних досліджень, починаючи з 2003 року. Journal of Cosmology and Astroparticle Physics був частиною ініціативи SCOAP3, але вийшов з угоди SCOAP3 з 1 січня 2017 року.

## Реферування та індексування
Journal of Cosmology and Astroparticle Physics індексується та реферується в таких базах даних:
- Chemical Abstracts Service
- Current Contents/Engineering, Computing and Technology
- Current Contents/Physical, Chemical and Earth Sciences
- GEOBASE
- Inspec
- MathSciNet
- Science Citation Index Expanded
- Scopus
- VINITI Abstracts Journal (Referativnyi Zhurnal)
- Zentralblatt MATH